# 所羅門鎮區 (堪薩斯州葛蘭姆縣)
索羅門鎮區（英語：Solomon Township）為位在美國堪薩斯州葛蘭姆縣的鎮區。2010年美国人口普查中該鎮區人口有193人。

## 地理
索羅門鎮區包含1座城市：莫蘭（Morland），涵蓋面積159.06平方（61.41平方英里）。根據美國地質調查局的資料，此鎮區包含1座墓園：馬蘭墓園（Marland Cemetery）。
該鎮區有縣界溪（County Line Creek）以及縣界溪東南支流（Southeast Fork County Line Creek）等溪流通過。

## 外部連結
- USGS Geographic Names Information System (GNIS) （页面存档备份，存于）
- US-Counties.com
- City-Data.com （页面存档备份，存于）